# Eurytoma sculptura
Eurytoma sculptura är en stekelart som beskrevs av Girault 1915. Eurytoma sculptura ingår i släktet Eurytoma och familjen kragglanssteklar. Inga underarter finns listade i Catalogue of Life.